# Port Alberni (Columbia Británica)
Port Alberni es una ciudad localizada en la provincia de la Columbia Británica, Canadá. Forma parte del Distrito Regional de Alberni-Clayoquot. La ciudad tiene una población total de 17.743 habitantes, mientras que la de toda el área metropolitana es de 25.396.
Port Alberni se encuentra dentro del valle Alberni en el extremo interno de Alberni Inlet, la ensenada más larga de la isla de Vancouver. Al otro extremo de la ensenada se encuentra Barkley Sound. Port Alberni es considerado la “Capital Mundial del Salmón”, distinción también aclamada por el cercano río Campbell.

## Historia
Tras un primer asentamiento rudimentario en 1860 por parte de trabajadores de una empresa británica, un año después, el capitán del navío HMS Hecate, George Henry Richards, de la misma nacionalidad, bautizó el lugar como Port Alberni en honor al militar español Pedro Alberni (1747-1802), quien estuvo destinado dos años en la cercana isla de Nutca y en 1791 exploró el Pacífico Norte junto al criollo peruano Manuel Quimper.

## Clima
| Parámetros climáticos promedio de Port Alberni (1981-2010) | Parámetros climáticos promedio de Port Alberni (1981-2010) | Parámetros climáticos promedio de Port Alberni (1981-2010) | Parámetros climáticos promedio de Port Alberni (1981-2010) | Parámetros climáticos promedio de Port Alberni (1981-2010) | Parámetros climáticos promedio de Port Alberni (1981-2010) | Parámetros climáticos promedio de Port Alberni (1981-2010) | Parámetros climáticos promedio de Port Alberni (1981-2010) | Parámetros climáticos promedio de Port Alberni (1981-2010) | Parámetros climáticos promedio de Port Alberni (1981-2010) | Parámetros climáticos promedio de Port Alberni (1981-2010) | Parámetros climáticos promedio de Port Alberni (1981-2010) | Parámetros climáticos promedio de Port Alberni (1981-2010) | Parámetros climáticos promedio de Port Alberni (1981-2010) |
| Mes                                                        | Ene.                                                       | Feb.                                                       | Mar.                                                       | Abr.                                                       | May.                                                       | Jun.                                                       | Jul.                                                       | Ago.                                                       | Sep.                                                       | Oct.                                                       | Nov.                                                       | Dic.                                                       | Anual                                                      |
| ---------------------------------------------------------- | ---------------------------------------------------------- | ---------------------------------------------------------- | ---------------------------------------------------------- | ---------------------------------------------------------- | ---------------------------------------------------------- | ---------------------------------------------------------- | ---------------------------------------------------------- | ---------------------------------------------------------- | ---------------------------------------------------------- | ---------------------------------------------------------- | ---------------------------------------------------------- | ---------------------------------------------------------- | ---------------------------------------------------------- |
| Temp. máx. abs. (°C)                                       | 15.6                                                       | 19.4                                                       | 24.2                                                       | 30.6                                                       | 34.1                                                       | 42.7                                                       | 41.1                                                       | 39.4                                                       | 35.6                                                       | 27.8                                                       | 20.6                                                       | 16.7                                                       | 42.7                                                       |
| Temp. máx. media (°C)                                      | 5.4                                                        | 7.4                                                        | 11.5                                                       | 14.2                                                       | 18.0                                                       | 20.7                                                       | 24.2                                                       | 25.5                                                       | 22.3                                                       | 14.9                                                       | 8.1                                                        | 4.5                                                        | 14.7                                                       |
| Temp. media (°C)                                           | 3.0                                                        | 3.8                                                        | 6.4                                                        | 8.7                                                        | 12.0                                                       | 14.9                                                       | 17.4                                                       | 18.0                                                       | 14.9                                                       | 10.0                                                       | 5.3                                                        | 2.4                                                        | 9.7                                                        |
| Temp. mín. media (°C)                                      | 0.5                                                        | 0.1                                                        | 1.3                                                        | 3.2                                                        | 6.1                                                        | 8.9                                                        | 10.6                                                       | 10.5                                                       | 7.5                                                        | 5.1                                                        | 2.5                                                        | 0.4                                                        | 4.7                                                        |
| Temp. mín. abs. (°C)                                       | -21.7                                                      | -15.6                                                      | -13.9                                                      | -7.8                                                       | -5.6                                                       | 0.0                                                        | 2.2                                                        | 1.1                                                        | -3.9                                                       | -8.5                                                       | -16.8                                                      | -17.4                                                      | -21.7                                                      |
| Precipitación total (mm)                                   | 290.9                                                      | 255.3                                                      | 190.1                                                      | 126.6                                                      | 78.5                                                       | 55.3                                                       | 26.1                                                       | 38.5                                                       | 49.1                                                       | 204.4                                                      | 316.6                                                      | 276.0                                                      | 1907.3                                                     |
| Lluvias (mm)                                               | 275.7                                                      | 234.6                                                      | 180.6                                                      | 125.6                                                      | 78.5                                                       | 55.3                                                       | 26.1                                                       | 38.5                                                       | 49.1                                                       | 203.3                                                      | 305.9                                                      | 255.9                                                      | 1829.0                                                     |
| Nevadas (cm)                                               | 15.4                                                       | 22.2                                                       | 10.1                                                       | 1.0                                                        | 0.0                                                        | 0.0                                                        | 0.0                                                        | 0.0                                                        | 0.0                                                        | 1.1                                                        | 9.6                                                        | 20.7                                                       | 80.0                                                       |
| Días de precipitaciones (≥ 0.2 mm)                         | 20.0                                                       | 17.3                                                       | 17.7                                                       | 17.9                                                       | 14.5                                                       | 12.4                                                       | 6.7                                                        | 6.9                                                        | 8.6                                                        | 15.6                                                       | 21.6                                                       | 19.6                                                       | 178.5                                                      |
| Días de lluvias (≥ 0.2 mm)                                 | 18.4                                                       | 15.2                                                       | 17.2                                                       | 17.9                                                       | 14.5                                                       | 12.4                                                       | 6.7                                                        | 6.9                                                        | 8.6                                                        | 15.5                                                       | 21.0                                                       | 17.1                                                       | 171.3                                                      |
| Días de nevadas (≥ 0.2 cm)                                 | 3.4                                                        | 3.6                                                        | 2.6                                                        | 0.5                                                        | 0.0                                                        | 0.0                                                        | 0.0                                                        | 0.0                                                        | 0.0                                                        | 0.1                                                        | 1.9                                                        | 5.1                                                        | 17.2                                                       |
| Horas de sol                                               | 24.3                                                       | 58.1                                                       | 111.8                                                      | 150.5                                                      | 191.4                                                      | 193.8                                                      | 262.8                                                      | 262.6                                                      | 195.8                                                      | 103.1                                                      | 35.0                                                       | 22.1                                                       | 1611.2                                                     |
| Humedad relativa (%)                                       | 88.3                                                       | 77.5                                                       | 65.8                                                       | 58.6                                                       | 59.4                                                       | 57.7                                                       | 52.7                                                       | 47.7                                                       | 52.5                                                       | 70.8                                                       | 83.6                                                       | 87.5                                                       | 66.8                                                       |
| Fuente: Environment Canada                                 |                                                            |                                                            |                                                            |                                                            |                                                            |                                                            |                                                            |                                                            |                                                            |                                                            |                                                            |                                                            |                                                            |

## Personas notables
- Kim Campbell, ex-Primera Ministro de Canadá y primera y por el momento única mujer en ocupar dicho cargo en Canadá.

## Ciudades hermanas
- Abashiri, Japón